# Microsoft Neptune
Windows Neptune (также известная как Windows 2001) — отмененная операционная система от компании Microsoft. Была в разработке с 5 февраля 1999 до января 2000 года. После выпуска Windows 2000 команда разработчиков Neptune стала работать над проектом Longhorn и Whistler.

## Выпуски
Предполагалось поставлять такие выпуски:
- Entry-level
- Standard
- High-level
- Running NT64

По данным, полученным из системных файлов тестовых сборок Windows ME, можно заявить, что существовали по крайней мере 6 сборок: 5022.1, 5067.1, 5082.1, 5086.1, 5096.1 и 5111.2. Последняя сборка является самой известной, так как распространялась отдельно на дисках Developer Release.

## Функциональность

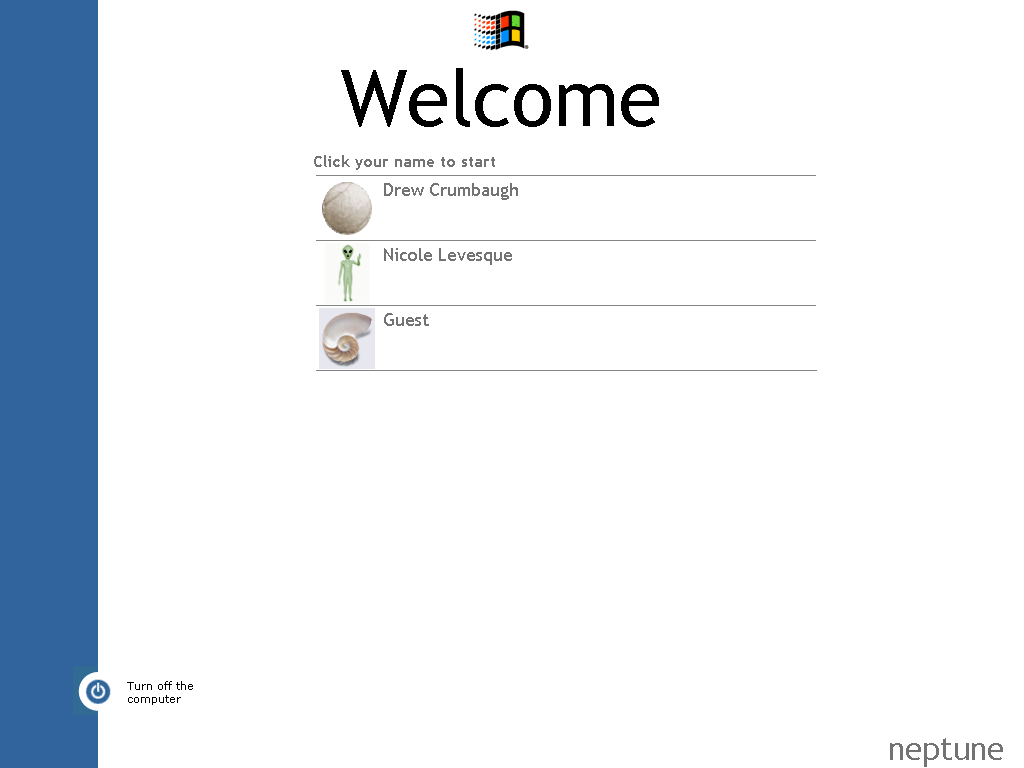
Экран приветствия Windows Neptune

Windows Neptune должна была включать в себя новый основанный на HTML пользовательский интерфейс Forms+, Universal Plug and Play, WinTone — новую систему обновлений при помощи сайта (также являющуюся эквивалентом Webtone от Sun), а также ядро NT, использованное в Windows 2000. Некоторые нововведения Neptune (например, фаервол) были использованы в Windows XP.

### Системные требования
- процессор Pentium 166[10]
- 64 МБ оперативной памяти
- 2 ГБ свободного места на жёстком диске
- CD-ROM с поддержкой скорости 12x
- дисплей SVGA с поддержкой разрешения 800×600 (рекомендуется 1024×768)
- мышь